# Peter Grosz (Schriftsteller)
Peter Grosz (* 18. September 1947 in Giarmata, deutsch Jahrmarkt, Königreich Rumänien; † 8. Juli 2024 in Wiesbaden) war ein deutscher Schriftsteller und Kulturschaffender.

## Leben
Peter Grosz wuchs als Angehöriger der deutschen Minderheit in Rumänien auf. Er studierte Germanistik und Romanistik in Timișoara, wo er auch die Autorengruppe Arbeitskreis 74 leitete. Nach einem Fluchtversuch im Oktober 1974 wurde er in Jugoslawien verhaftet und nach Rumänien ausgeliefert. Zu 19 Monaten Haft verurteilt, wurde er Ende Juli 1975 auf Bewährung entlassen. Grosz war, wie im Februar 2010 öffentlich bekannt wurde, selbst einige Zeit für die Securitate tätig. Er bespitzelte als IM „Gruia“, nach eigenen Angaben über eine Zeitspanne von vier Jahren, Mitglieder der literarischen Aktionsgruppe Banat. Anfang Juni 1977 konnte er in die Bundesrepublik Deutschland ausreisen.
Grosz arbeitete als Gymnasiallehrer für Deutsch zunächst in Mainz und ab 1985 in Oppenheim am Gymnasium zu St. Katharinen, an dem er seit dem Schuljahr 2006/07 auch Darstellendes Spiel unterrichtete. Daneben war er schriftstellerisch tätig.
Zu Grosz' umfangreichen Aktivitäten im kulturellen Bereich zählten unter anderem die Leitung der Autorengruppe Mainz (1978 bis 1980), die Organisation diverser Schreibwerkstätten und literarischer Nachwuchswettbewerbe (u. a. Jurymitglied beim Treffen Junger Autoren) sowie die Leitung des Literaturbüros Mainz (1990 bis 1994). Im Oktober 2008 wurde er vom Oppenheimer Stadtrat mit der künstlerischen Leitung der Jugendfestspiele Oppenheim betraut und im Oktober 2009 mit der Leitung der Jugendfestspiele und Festspiele Oppenheim, die ihm jedoch nach Bekanntwerden seiner Tätigkeit für die Securitate im Februar 2010 wieder entzogen wurde.
Peter Grosz war Mitglied des Literaturbüros Mainz, des Friedrich-Bödecker-Kreises Rheinland-Pfalz und des Deutschen Werkbundes Rheinland-Pfalz. Er starb am 7. Juli 2024 im Alter von 76 Jahren in Wiesbaden.

## Werke
Peter Grosz war Verfasser von Erzählungen, Gedichten, Theaterstücken, Hörspielen und Drehbüchern. 

### Einzelveröffentlichungen
- Protokolle aus dem Hinterhalt, Nieder-Olm 1978
- Am anderen Anfang, Dreieich 1979
- Treibholz, Mainz 1985 (zusammen mit Michael Wolff)
- Der Anfang vom Ende des Anfangs, Mainz 1986
- Merhaba, München 1993
- Sommerlang, Neuwied [u. a.] 1993 (zusammen mit Werner Feldmann)
- Die Bescherung, Münster 1995 (zusammen mit Ingrid Kesper)
- Alina, Aluna und die zwölf Monatsbrüder, Gossau, Zürich [u. a.] 1996 (zusammen mit Maja Dusíková)
- Kalk, (dt., pol., fr), Mainz 1996
- Die Nicolais, Gossau, Zürich [u. a.] 1998 (zusammen mit Giuliano Lunelli)

### Herausgeberschaften
- Pampig, Kevelaer 1987
- Anthologie ohne Titel, Kevelaer 1988
- Gnadenlos alles, Kevelaer 1989
- Eine literarisch-kritische Nachlese, Mainz 1990
- Ruhig Blut, Kevelaer 1990
- Vollkommen normal, Kevelaer 1991 (zusammen mit Mirjam Pressler)
- Warten auf Anschluß ..., Kevelaer 1991
- Kopfüber, Kevelaer 1992
- Doch keiner fragt, Kevelaer 1993 (zusammen mit Bernd Goldmann)
- Winklings, Kevelaer 1993
- Unter der Steinhaut, Kevelaer 1994
- Am Rande des Himmels / Na skraju nieba, (dt., pol.), Mainz 1995
- Purpurflug, Weinheim 1995
- eingekehrt heimgekehrt. literatur & jazz (CD), Mainz 1995
- Zwischen den Rädern, Weinheim 1996
- Doch ich heiße nicht Rilke, Berlin 1996
- Bis das Seil reißt, Berlin 1997
- Wolkenfischer, Frankfurt am Main 1998
- Als gäbe es noch Zeit, Frankfurt am Main 1999
- Im Kopf da brennt es, Frankfurt am Main 2000
- Die Luft schmeckt hier nach Horizont, Frankfurt am Main 2001
- Mein Tisch ist eine Insel, Berlin 2002
- Morgens ziehen wir unseren Horizont zurecht, Berlin 2003 (zusammen mit Barbara T. Pohle)
- Neben mir saß einer, Weinheim 2004
- Hinter der Stirn, Berlin 2005 (zusammen mit Barbara T. Pohle)
- Schreibwelten, Mainz 2005
- Als wäre jemand in der Nähe, Berlin 2006 (zusammen mit Barbara T. Pohle)
- Ganz nah gegenüber, Berlin 2007 (zusammen mit Barbara T. Pohle)
- Der Horizont hängt schief, Berlin 2008 (zusammen mit Barbara T. Pohle)
- Die Zukunft beginnt mit Passfotos. Junge Autoren in Rheinland-Pfalz, Zell/Mosel 2008
- Während du wegsiehst, Frankfurt am Main 2009 (zusammen mit Barbara T. Pohle)
- schräg gegens licht, Frankfurt am Main 2010 (zusammen mit Christina Schulz)

### Theaterstücke
- Wir sind so frei (1989) (zusammen mit Schülern)
- Zuweilen. Ein Riss (1991)
- Merhaba (1993)
- Kitty (2000)
- Tilt, Musical (2000) (zusammen mit TILT-Team)
- vatermutterkind.spiele (2004)
- Beelzebuben (2005)
- blublöblau (2006)
- WoMan.sys oder Männersache, Frauenkram (2007/2008) (zusammen mit Schülern)
- über den wolken - grenzerfahrungen (2008/2009) (zusammen mit Schülern)
- rattenfaenger (2008/2009) (zusammen mit Schülern)
- meerrauschenhören (2009)
- Bis dass der Tod  (2009) (zusammen mit Schülern)
- Made in Pandora - eine unmoralische Komödie (2010)
- Sommer.nacht.traum (Premiere: 15. November 2010 im unterhaus Mainz)[5]
- Kasimir und Karoline (Premiere: 22. Juni 2011[6]) (zusammen mit Mitgliedern des TheaterJugend Clubs "gaffa", Oppenheim)

## Auszeichnungen
- 1984: Auslandsreise-Stipendium des Verbandes Deutscher Schriftsteller und des Auswärtigen Amtes
- 1985: Bertelsmann-Literaturpreis
- 1985: Teilnahme am Ingeborg-Bachmann-Wettbewerb
- 1992: Hoffmann-von-Fallersleben-Preis
- 1993: Christoph-von-Schmid-Preis
- 1998: Wilhelm-Holzamer-Plakette
- 2001: Preis des LiteraturBüros Mainz (für besondere Verdienste um die Förderung der literarischen Kultur in Rheinland-Pfalz)
- 2006: Oppinella, Kulturpreis der Freunde Oppenheims (für besondere Verdienste in der Förderung junger kreativer Menschen)
- 2009: Kulturpreis der Stiftung Kultur Mainz Bingen